# Делгаду, Луиш Мануэл Феррейра
Луиш Мануэл Феррейра Делгаду (порт. Luís Manuel Ferreira Delgado; род. 1 ноября 1979, Луанда, Ангола) — ангольский футболист, выступавший на позиции защитника за сборную Анголы и целый ряд клубов.

## Клубная карьера
Карьеру футболиста начал в клубе «Петру Атлетику». В 1997 году в его составе дебютировал на чемпионате Анголы. Того же года получил свой первый титул победителя чемпионата Анголы и титул победителя кубка Анголы. В 1998 году во второй раз праздновал победу на чемпионате Анголы, однако следующего чемпионства ему пришлось ждать до 2000 года. В 2001 году снова стал победителем чемпионата Анголы, а в 2002 году вместе с командой стал обладателем национального кубка. В 2003 году перешёл в состав команды «Примейру ди Агошту», но в её составе за три сезона не выиграл ни одного трофея, а в 2006 году снова вернулся к «Петру Атлетику».
Летом 2006 года уехал во Францию, где подписал контракт с клубом «Мец». Однако большинство времени провёл в четвёртом дивизионе французского чемпионата, а во второй лиге сыграл только в 8-ми поединках. В сезоне 2006—2007 годов вместе с командой завоевал путёвку в первую лигу, а в высшем дивизионе французского чемпионата дебютировал 12 августа 2007 года в проигранном (1:2) домашнем матче против «Лилля». В сезоне 2007/08 вместе с командой вылетел во вторую лигу.
В 2009—2010 годах защищал цвета клуба «Генгам» из второй лиги. Завершил профессиональную игровую карьеру в клубе «Бенфика» (Луанда), за команду которого выступал в течение 2010—2012 годов.

## Карьера в сборной
8 марта 1998 года дебютировал в составе национальной сборной Анголы в победном (1:0) товарищеском матче против Свазиленда. В течение карьеры в национальной команде, которая длилась 11 лет, провёл в основном составе страны лишь 22 матча. В составе сборной был участником чемпионата мира 2006 года в Германии. Выходил в стартовом составе своей сборной во всех трех матчах группового этапа с Португалией (0:1), Мексикой (0:0) и Ираном (1:1). Также принимал участие в Кубке африканских наций 2006 года в Египте и Кубке африканских наций 2008 года в Гане.